# اندیس منگنز لوشان (سنگرود)
منگنز لوشان (سنگرود) یک اندیس فلزی است که در حوالی شهر جیرنده استان گیلان قرار دارد و مادهٔ معدنی موجود در آن، منگنز است.سنگ میزبان این اندیس پالئوژن -ژوراسیک است